# شيماهي
سيماهي (بالإنجليزية: Cimahi)‏ هي مدينة تقع في إندونيسيا في جاوة الغربية. يقدر عدد سكانها بـ 566.200 نسمة ومساحتها 40.25 كم2 وترتفع عن سطح البحر 768 متر.

## أعلام
- توماس كارستن